# Premio della Critica del Festival della canzone italiana "Mia Martini"

Da sinistra: Mietta, Mia Martini — alla cui memoria sarà intitolato il riconoscimento dal 1996 — e Paola Turci posano con i Premi della Critica vinti al Festival di Sanremo 1989.

Il Premio della Critica del Festival della Canzone Italiana Mia Martini, originariamente solo Premio della Critica del Festival della Canzone Italiana e, più informalmente, semplicemente Premio della Critica, è un riconoscimento accessorio del Festival della canzone italiana di Sanremo. Venne creato da tre giornalisti accreditati al Festival di Sanremo: Giò Alajmo (inviato de Il Gazzettino di Venezia), Cristina Berretta (inviata di Famiglia Cristiana), Santo Strati (inviato della Gazzetta del Popolo).

## Storia
Assegnato ogni anno a partire dal 1982, nacque come riconoscimento informale attribuito dalla stampa specializzata in sala alla canzone e all'interprete che riscuotesse un giudizio positivo di qualità da parte degli addetti ai lavori (giornalisti e critici musicali); successivamente, già dall'edizione successiva, fu istituzionalizzato e trasformato in uno dei premi conferiti nel corso del Festival.
Dal 1996 il premio è intitolato a Mia Martini, morta l'anno precedente, la quale fu l'artista che fino ad allora si era aggiudicata più volte tale riconoscimento, oltre a esserne stata la prima vincitrice in assoluto.
Gli artisti che più volte hanno ricevuto il premio sono Mia Martini, Patty Pravo e Daniele Silvestri, con tre assegnazioni ciascuno.

## Descrizione
Dal 1984, anno dell'introduzione della competizione separata per sezioni di interpreti, anche per il Premio della Critica è stata effettuata una distinzione fra la sezione principale e quella delle nuove proposte (i cui nominativi sono spesso variati nel tempo). Soltanto nel 1989, il riconoscimento è stato conferito anche per la categoria Emergenti. Nel triennio che va dal 2004 al 2006 e nel triennio che va dal 2022 al 2024, è stato assegnato un solo Premio della critica, a causa della riunificazione di tutte le sezioni in un'unica competizione. 
Numerose canzoni, tra quelle premiate con il riconoscimento della critica, hanno raggiunto una popolarità tale da rappresentare, nell'immaginario collettivo, alcune delle pagine più significative della storia del Festival di Sanremo. Tra questi, i tre successi della stessa Mia Martini: E non finisce mica il cielo, Almeno tu nell'universo e La nevicata del '56. 
Dal 1983 ai vincitori del premio della critica è stata assegnata una targa o un piatto d'argento. Una targa d'argento in ricordo del primo premio della critica a Mia Martini fu consegnata postuma nelle mani della sorella Loredana Bertè nel 2008 da Pippo Baudo. Dal 2019 il premio consiste in una statuetta d'oro riproducente un leone alzato in piedi (simbolo della città di Sanremo e del festival) appoggiato su una chiave di sol con dei fiori dorati nella parte sottostante.

## Record
Tra i numerosi interpreti che hanno ricevuto il Premio, Mia Martini, Patty Pravo e Daniele Silvestri sono stati premiati tre volte nella sezione principale, Paola Turci e Cristiano De André sono stati premiati tre volte includendo anche i riconoscimenti per le sezioni secondarie e i Matia Bazar, Fiorella Mannoia, Samuele Bersani, Elio e le Storie Tese e Malika Ayane hanno conquistato due volte il premio nella sezione principale. 
Cinque brani hanno vinto sia il premio che la kermesse musicale: Come saprei di Giorgia (1995), Luce (tramonti a nord est) di Elisa (2001), Ti regalerò una rosa di Simone Cristicchi (2007), Chiamami ancora amore di Roberto Vecchioni (2011) e Fai rumore di Diodato (2020).

## Elenco dei vincitori

### Categoria principale
| Edizione | Interprete                             | Brano e autori | Posizione |
| -------- | -------------------------------------- | --- | --------- |
| 1982     | Mia Martini                            | E non finisce mica il cielo (Ivano Fossati)                                                                           | 9°        |
| 1983     | Matia Bazar                            | Vacanze romane (Carlo Marrale, Giancarlo Golzi)                                                                       | 4ª        |
| 1984     | Patty Pravo                            | Per una bambola (Maurizio Monti)                                                                                      | 10ª       |
| 1985     | Matia Bazar (2)                        | Souvenir (Aldo Stellita, Carlo Marrale, Sergio Cossu)                                                                 | 10ª       |
| 1986     | Enrico Ruggeri                         | Rien ne va plus (Enrico Ruggeri)                                                                                      | 17ª       |
| 1987     | Fiorella Mannoia (2)                   | Quello che le donne non dicono (Enrico Ruggeri, Luigi Schiavone)                                                      | 8ª        |
| 1988     | Fiorella Mannoia (2)                   | Le notti di maggio (Ivano Fossati)                                                                                    | 10ª       |
| 1989     | Mia Martini (3)                        | Almeno tu nell'universo (Bruno Lauzi, Maurizio Fabrizio)                                                              | 9ª        |
| 1990     | Mia Martini (3)                        | La nevicata del '56 (Carla Vistarini, Franco Califano, Massimo Cantini, Luigi Lopez)                                  | 6°        |
| 1991     | Enzo Jannacci                          | La fotografia (Enzo Jannacci)                                                                                         | 11ª       |
| 1992     | Nuova Compagnia di Canto Popolare      | Pe' dispietto (Corrado Sfogli, Paolo Raffone, Carlo Faiello)                                                          | NF        |
| 1993     | Cristiano De André                     | Dietro la porta (Daniele Fossati, Cristiano De André)                                                                 | 2ª        |
| 1994     | Giorgio Faletti                        | Signor tenente (Giorgio Faletti)                                                                                      | 2ª        |
| 1995     | Giorgia                                | Come saprei (Giorgia Todrani, Eros Ramazzotti, Vladimiro Tosetto, Adelio Cogliati)                                    | 1ª        |
| 1996     | Elio e le Storie Tese                  | La terra dei cachi (Davide Luca Civaschi, Stefano Belisari, Sergio Conforti, Nicola Fasani)                           | 2ª        |
| 1997     | Patty Pravo (2)                        | ...e dimmi che non vuoi morire (Vasco Rossi, Gaetano Curreri, Roberto Ferri)                                          | 8°        |
| 1998     | Piccola Orchestra Avion Travel         | Dormi e sogna (Peppe Servillo, Mimì Ciaramella, Peppe D'Argenzio, Fausto Mesolella, Ferruccio Spinetti, Mario Tronco) | 13ª       |
| 1999     | Daniele Silvestri                      | Aria (Daniele Silvestri)                                                                                              | 9ª        |
| 2000     | Samuele Bersani                        | Replay (Samuele Bersani, Beppe D'Onghia)                                                                              | 5ª        |
| 2001     | Elisa                                  | Luce (tramonti a nord est) (Elisa Toffoli, Zucchero Fornaciari)                                                       | 1ª        |
| 2002     | Daniele Silvestri (2)                  | Salirò (Daniele Silvestri)                                                                                            | 14ª       |
| 2003     | Sergio Cammariere                      | Tutto quello che un uomo (Roberto Kunstler, Sergio Cammariere)                                                        | 3ª        |
| 2004     | Mario Venuti                           | Crudele (Mario Venuti, Giuseppe Rinaldi)                                                                              | 10ª       |
| 2005     | Nicola Arigliano                       | Colpevole (Franco Fasano, Gianfranco Grottoli, Andrea Vaschetti)                                                      | NF        |
| 2006     | Noa, Carlo Fava e Solis String Quartet | Un discorso in generale (Carlo Fava, Gianluca Martinelli)                                                             | NF        |
| 2007     | Simone Cristicchi                      | Ti regalerò una rosa (Simone Cristicchi)                                                                              | 1ª        |
| 2008     | Tricarico                              | Vita tranquilla (Francesco Maria Tricarico)                                                                           | F         |
| 2009     | Afterhours                             | Il paese è reale (Manuel Agnelli, Giorgio Ciccarelli, Rodrigo D'Erasmo, Enrico Gabrielli, Giorgio Prette)             | NF        |
| 2010     | Malika Ayane                           | Ricomincio da qui (Malika Ayane, Pacifico, Alessandra Flora)                                                          | F         |
| 2011     | Roberto Vecchioni                      | Chiamami ancora amore (Roberto Vecchioni, Claudio Guidetti)                                                           | 1ª        |
| 2012     | Samuele Bersani (2)                    | Un pallone (Samuele Bersani)                                                                                          | 9ª        |
| 2013     | Elio e le Storie Tese (2)              | La canzone mononota (Stefano Belisari, Sergio Conforti, Davide Luca Civaschi, Nicola Fasani)                          | 2ª        |
| 2014     | Cristiano De André (2)                 | Invisibili (Fabio Ferraboschi, Cristiano De André)                                                                    | NF        |
| 2015     | Malika Ayane (2)                       | Adesso e qui (nostalgico presente) (Malika Ayane, Pacifico, Alessandra Flora, Giovanni Caccamo)                       | 3ª        |
| 2016     | Patty Pravo (3)                        | Cieli immensi (Fortunato Zampaglione)                                                                                 | 6ª        |
| 2017     | Ermal Meta                             | Vietato morire (Ermal Meta)                                                                                           | 3ª        |
| 2018     | Ron                                    | Almeno pensami (Lucio Dalla)                                                                                          | 4ª        |
| 2019     | Daniele Silvestri (3)                  | Argentovivo (Daniele Silvestri, Tarek Iurcich, Manuel Agnelli, Fabio Rondanini)                                       | 6ª        |
| 2020     | Diodato                                | Fai rumore (Antonio Diodato, Edwyn Roberts)                                                                           | 1ª        |
| 2021     | Willie Peyote                          | Mai dire mai (la locura) (Willie Peyote, Carlo Cavalieri D'Oro, Daniel Bestonzo, Giuseppe Petrelli)                   | 6ª        |
| 2022     | Massimo Ranieri                        | Lettera di là dal mare (Fabio Ilacqua)                                                                                | 8ª        |
| 2023     | Colapesce Dimartino                    | Splash (Lorenzo Urciullo, Antonio Di Martino)                                                                         | 10ª       |
| 2024     | Loredana Bertè                         | Pazza (Loredana Bertè, Luca Chiaravalli, Andrea Bonomo, Andrea Pugliese)                                              | 7ª        |
| 2025     | Lucio Corsi                            | Volevo essere un duro (Lucio Corsi, Tommaso Ottomano)                                                                 | 2ª        |

### Altre sezioni

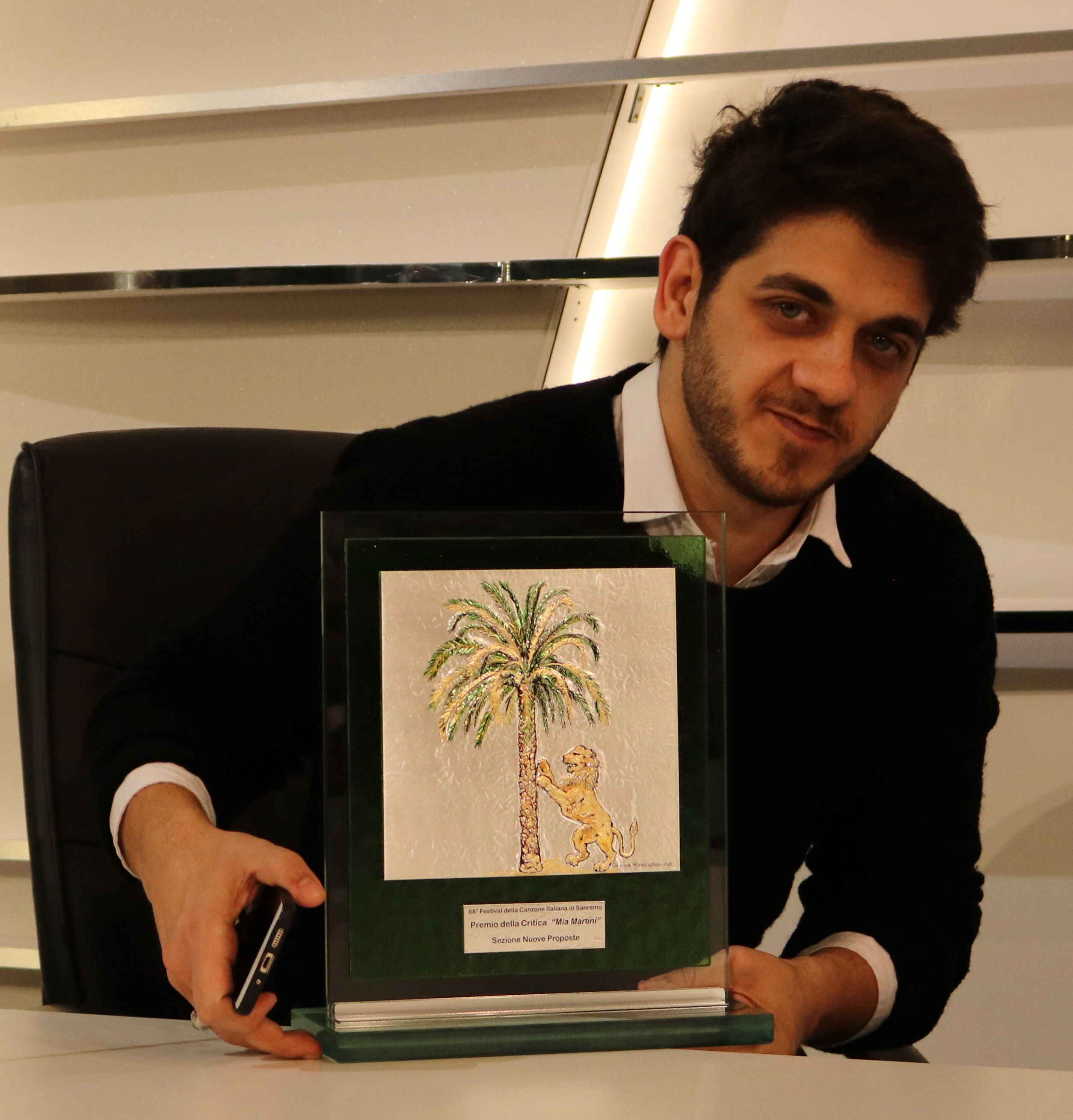
Il cantautore Mirkoeilcane con il premio vinto nel 2018

A partire dal 1984, accanto alla sezione principale del concorso ne è stata introdotta un'altra, dedicata alle nuove leve nel panorama musicale italiano. La sezione è stata definita in differenti modi: dapprima "Nuove Proposte", poi "Nuovi", poi ancora "Novità"; dal 1998, la sezione è stata denominata "Giovani" (con esclusione delle edizioni del 2009 e del 2010, in cui si è fatto riferimento ad essa rispettivamente come sezione "Proposte" e "Nuova generazione"). Artisti come Mietta, Mango, Francesco Renga, Arisa, inoltre, hanno costruito, sulla scorta di questo riconoscimento, una brillante carriera artistica. Paola Turci, invece, è stata premiata due volte in questa categoria nel 1987 e 1988. Dal 2004 al 2006, nel 2019 e dal 2022 al 2024 è conferito un unico premio per le due categorie: di fatto, la scelta del vincitore è caduta sempre su un artista della principale sezione. Nel 1985, nel 2000, nel 2001, ci sono stati degli ex aequo, per cui due artisti hanno ricevuto il Premio.
Nel 1989, e solo per questa edizione, è stato conferito il Premio della Critica anche per una terza sezione, quella "Emergenti". A trionfare è Paola Turci, che conquista così la terza vittoria, raggiungendo il primato di Mia Martini.
| Edizione | Sezione           | Interprete              | Brano e autori                                                                              | Posizione     |
| -------- | ----------------- | ----------------------- | ------------------------------------------------------------------------------------------- | ------------- |
| 1984     | Nuove Proposte    | Santandrea              | La fenice (Riccardo Cocciante, Rodolfo Santandrea)                                          | NF            |
| 1985     | Nuove Proposte    | Cristiano De André      | Bella più di me (Roberto Ferri, Cristiano De André, Franco Mussida)                         | 3ª            |
| 1985     | Nuove Proposte    | Mango                   | Il viaggio (Giuseppe Mango)                                                                 | NF            |
| 1986     | Nuove Proposte    | Lena Biolcati           | Grande grande amore (Stefano D'Orazio, Maurizio Fabrizio)                                   | 1ª            |
| 1987     | Nuove Proposte    | Paola Turci             | Primo tango (Gaio Chiocchio, Mario Castelnuovo, Roberto Righini)                            | NF            |
| 1988     | Nuove Proposte    | Paola Turci (2)         | Sarò bellissima (Gaio Chiocchio, Roberto Righini)                                           | SF            |
| 1989     | Emergenti         | Paola Turci (3)         | Bambini (Roberto Righini, Alfredo Rizzo)                                                    | 1ª            |
| 1989     | Nuovi             | Mietta                  | Canzoni (Amedeo Minghi)                                                                     | 1ª            |
| 1990     | Novità            | Marco Masini            | Disperato (Marco Masini, Giancarlo Bigazzi, Giuseppe Dati)                                  | 1ª            |
| 1991     | Novità            | Timoria                 | L'uomo che ride (Omar Pedrini)                                                              | NF            |
| 1992     | Novità            | Aeroplanitaliani        | Zitti zitti (Il silenzio è d'oro) (Alessio Bertallot, Roberto Vernetti, Frank Nemola)       | NF            |
| 1993     | Novità            | Angela Baraldi          | A piedi nudi (Angela Baraldi, Marco Bertoni, Enrico Serotti)                                | NF            |
| 1994     | Nuove Proposte    | Baraonna                | I giardini d'Alhambra (Fulvio Caporale, Vito Caporale)                                      | NF            |
| 1995     | Nuove Proposte    | Gloria                  | Le voci di dentro (Giovanni Nuti, Celso Valli, Paolo Recalcati)                             | NF            |
| 1996     | Nuove Proposte    | Marina Rei              | Al di là di questi anni (Frank Minoia, Marina Rei)                                          | 3ª            |
| 1997     | Nuove Proposte    | Niccolò Fabi            | Capelli (Cecilia Dazzi, Niccolò Fabi, Riccardo Sinigallia)                                  | F             |
| 1998     | Giovani           | Eramo & Passavanti      | Senza confini (Bungaro, Pino Romanelli)                                                     | F             |
| 1999     | Giovani           | Quintorigo              | Rospo (Massimo De Leonardis, Andrea Costa, Gionata Costa, Stefano Ricci, Valentino Bianchi) | 11ª           |
| 2000     | Nuove Proposte    | Jenny B                 | Semplice sai (Frank Minoia, Giovanna Bersola)                                               | 1ª            |
| 2000     | Nuove Proposte    | Lythium                 | Noël (Stefano Piro)                                                                         | 7ª            |
| 2001     | Giovani           | Roberto Angelini        | Il signor Domani (Roberto Angelini)                                                         | 10ª           |
| 2001     | Giovani           | Francesco Renga         | Raccontami... (Francesco Renga, Umberto Iervolino)                                          | 6ª            |
| 2002     | Giovani           | Archinuè                | La marcia dei santi (Francesco Sciacca)                                                     | 5ª            |
| 2003     | Giovani           | Patrizia Laquidara      | Lividi e fiori (Pino Romanelli, Patrizia Laquidara)                                         | 7ª            |
| 2004     | non assegnato     | non assegnato           | non assegnato                                                                               | non assegnato |
| 2005     | non assegnato     | non assegnato           | non assegnato                                                                               | non assegnato |
| 2006     | non assegnato     | non assegnato           | non assegnato                                                                               | non assegnato |
| 2007     | Giovani           | Fabrizio Moro           | Pensa (Fabrizio Mobrici)                                                                    | 1ª            |
| 2008     | Giovani           | Frank Head              | Para parà ra rara (Francesco Testa, Domenico Cardella)                                      | F             |
| 2009     | Proposte          | Arisa                   | Sincerità (Giuseppe Anastasi, Maurizio Filardo, Giuseppe Mangiaracina)                      | 1ª            |
| 2010     | Nuova Generazione | Nina Zilli              | L'uomo che amava le donne (Nina Zilli, Giuseppe Rinaldi)                                    | 3ª            |
| 2011     | Giovani           | Raphael Gualazzi        | Follia d'amore (Raphael Gualazzi)                                                           | 1ª            |
| 2012     | Sanremosocial     | Erica Mou               | Nella vasca da bagno del tempo (Erica Musci)                                                | 2ª            |
| 2013     | Giovani           | Renzo Rubino            | Il postino (amami uomo) (Renzo Rubino, Andrea Rodini)                                       | 3ª            |
| 2014     | Nuove Proposte    | Zibba                   | Senza di te (Sergio Vallarino, Andrea Balestrieri)                                          | 3ª            |
| 2015     | Nuove Proposte    | Giovanni Caccamo        | Ritornerò da te (Giovanni Caccamo)                                                          | 1ª            |
| 2016     | Nuove Proposte    | Francesco Gabbani       | Amen (Fabio Ilacqua, Francesco Gabbani)                                                     | 1ª            |
| 2017     | Nuove Proposte    | Maldestro               | Canzone per Federica (Antonio Prestieri)                                                    | 2ª            |
| 2018     | Nuove Proposte    | Mirkoeilcane            | Stiamo tutti bene (Mirko Mancini)                                                           | 2ª            |
| 2019     | Sanremo Giovani   | Federica Abbate         | Finalmente (Federica Abbate, Cheope, Davide Petrella, Alessandro Merli, Fabio Clemente)     | 2ª            |
| 2019     | Sanremo Giovani   | Mahmood                 | Gioventù bruciata (Alessandro Mahmoud, Stefano Ceri)                                        | 1ª            |
| 2020     | Nuove Proposte    | Eugenio in Via Di Gioia | Tsunami (Eugenio Cesaro, Lorenzo Federici, Emanuele Via, Paolo Di Gioia, Dario Faini)       | NF            |
| 2021     | Nuove Proposte    | Wrongonyou              | Lezioni di volo (Marco Zitelli, Adel Al Kassem, Riccardo Sciré)                             | 4ª            |
| 2025     | Nuove Proposte    | Settembre               | Vertebre (Andrea Settembre, Laura Di Lenola e Manuel Finotti)                               | 1ª            |